# Asunción FBC
Asunción FBC – paragwajski klub piłkarski z siedzibą w mieście Asunción.
Klub Asunción FBC założony został 15 sierpnia 1906 roku. Występujący w koszulkach w czerwono-żółte pionowe pasy zespół początkowo grał w drugiej lidze paragwajskiej. W 1948 roku zdobył mistrzostwo drugiej ligi i awansował do najwyższej ligi paragwajskiej. W sezonie 1949 roku klub zajął w tabeli ostatnie, 11. miejsce, i spadł do drugiej ligi. Nigdy klub Asunción FBC nie zdołał już powrócić do najwyższej ligi Paragwaju.